# The Million Dollar Homepage
The Million Dollar Homepage (Nederlands: De Startpagina van een Miljoen Dollar) is een website opgericht in 2005 door Alex Tew, een student uit Wiltshire, Engeland, om geld in te zamelen voor zijn studie. De startpagina bestaat uit een miljoen pixels, gerangschikt in een rooster van 1000 bij 1000. Omdat één pixel op zichzelf niet zichtbaar is, werden de plaatjes met bijbehorende link in blokjes van 10 bij 10 verkocht voor 1 dollar per pixel. Het doel van de website was om alle pixels te verkopen en zo een miljoen dollar te verdienen.
Na de lancering op 26 augustus 2005 werd de website een internetfenomeen. Op 1 januari 2006 werden de laatste 1.000 pixels te koop aangeboden op eBay. De veiling sloot op 11 januari met een winnend bod van 38.100 dollar, wat de totale opbrengst op 1.037.100 dollar bracht.